# Banc del Pacífic Nord
El Banc del Pacífic Nord (北洋銀行, Hokuyō ginkō) és una entitat bancària japonesa amb seu a Sapporo, Hokkaido fundada l'any 1917. És el segon banc en importancia a la regió després del Banc de Hokkaidō, tot i que en dimensions és el més gran ja que ha heretat la xarxa bancària d'una altra entitat. L'any 1997 va adquirir el Banc d'Explotació de Hokkaidō en entrar aquest en fallida, rebent així tota la xarxa bancària del que fora el banc més important de Hokkaido i permetent així que el Banc del Pacífic Nord cresquera considerablement durant la dècada dels 2000.